# Dichromodes diffusaria
Dichromodes diffusaria là một loài bướm đêm trong họ Geometridae.